# Phasia occidentis
Phasia occidentis là một loài ruồi trong họ Tachinidae.